# 山添村立やまぞえ小学校
山添村立やまぞえ小学校（やまぞえそんりつやまぞえしょうがっこう）は、奈良県山辺郡山添村春日にある公立小学校。

## 教育目標
「確かな学力とたくましい体力を身につけ　創意をもって未来を拓く心豊かな児童の育成」。

## 沿革
出典。
- 2002年（平成14年）4月 - 春日・東豊・西豊の3小学校を統合し、山添村立やまぞえ小学校開校。
- 2003年（平成15年）2月 - 校歌制定・校章制定。
- 2006年（平成18年）4月 - 豊央小学校を統合。
- 2008年（平成20年）4月 - 北野小学校を統合。
- 2009年（平成21年）
  - 6月 - 運動場芝生化推進事業実施。
  - 8月 - 校舎・体育館耐震補強工事完了。全館冷暖房施設設置。
- 2010年（平成22年）
  - 2月 - 浄化槽改修工事完了。
  - 4月 - 電子黒板と全教室大型液晶テレビ設置。
- 2012年（平成24年）11月 - 藤井寺市立小学校と学校交流開始。
- 2013年（平成25年） - 図書館環境の充実（図書のデータベース化）。
- 2015年（平成27年）
  - 8月 - 普通教室に短焦点プロジェクターとスクリーンの設置。同月、1階トイレ全面改修し、多目的トイレ増設。2階・3階普通教室の照明をLED化。
  - 時期不明 - 小規模校における協働学習を活性化するためのICT活用事業として、各学年1台タブレット型パソコン設置し、ICT活用指導力パワーアップ事業開始。
- 2016年（平成28年）
  - 7月 - プール浄化槽取替。
  - 8月 - 2階・3階トイレ全面改修。同月、1階教室の照明をLED化。

## 校歌
作詞はやまぞえ小学校校歌選考委員会（補作は加藤久雄）、作曲は石崎和夫による。歌詞は3番まである。1番は「陽の光 浴びて輝く山々の」、2番は「緑映え 清く 流れるせせらぎに」、3番は「悠久の歴史が薫る 山添で」で始まり、1番は「未来に続く 夢つかもう」、2番は「命の輝き うたおうよ」、3番は「時代を超えて すすもうよ」で終わる。

## 校区
- 山添村全域

## 進学先中学校
- 公立学校の場合は、山添村立山添中学校へ進学する。

## 学校周辺
- 山添村立歴史民俗資料館 - 敷地が隣接
- 山添村立波多野公民館 - 敷地が隣接
- 国道25号

## アクセス
- 山添村コミュニティバス「東豊地域コミュニティバス（東豊どりーむ号）」大西名張線（大西便）で、「やまぞえ小学校」バス停下車[4]。
  - 近鉄大阪線名張駅（三重県名張市）から、上述のコミュニティバスで、「やまぞえ小学校」バス停まで38分。
- 山添村福祉バス「ほのぼの号」も、火曜日のみ「やまぞえ小学校」バス停に停車する（但し運行は午前の1往復のみ）。なお、福祉と付されているが、山添村民なら、誰でも利用できる[5]。また、「やまぞえ小学校バス停」で検索すると、『通学バス運行表』もヒットするが、こちらは、やまぞえ小学校に通う児童専用となる（一般の利用不可）。
- 三重交通60系統上野天理線で、「春日学園前」バス停下車後、徒歩約70m・約1分（逆方向の上野市駅方面バス停へは、一旦逆方向にある横断歩道を渡らなければならない為、距離・徒歩移動時間が延びる）[6]。
  - 伊賀鉄道伊賀線上野市駅（三重県伊賀市）から、上述の三重交通バスで「春日学園前」バス停まで24分。

## 校区が隣接している学校
- 奈良市立月ヶ瀬小学校
- 奈良市立柳生小学校
- 奈良市立田原小学校
- 奈良市立都祁小学校
- 宇陀市立室生小学校

以下は三重県。
- 名張市立錦生赤目小学校
- 名張市立名張小学校
- 名張市立梅が丘小学校
- 名張市立薦原小学校
- 伊賀市立成和西小学校